# Grosse-Île (Îles-de-la-Madeleine)
Pour les articles homonymes, voir Grosse-Île.
Grosse-Île (en anglais Grosse Isle) est une municipalité du Québec située dans la région Gaspésie–Îles-de-la-Madeleine, plus précisément dans l'archipel des îles de la Madeleine. C'est la seule partie de l'archipel qui ne fait pas partie de la municipalité des Îles-de-la-Madeleine.

## Histoire

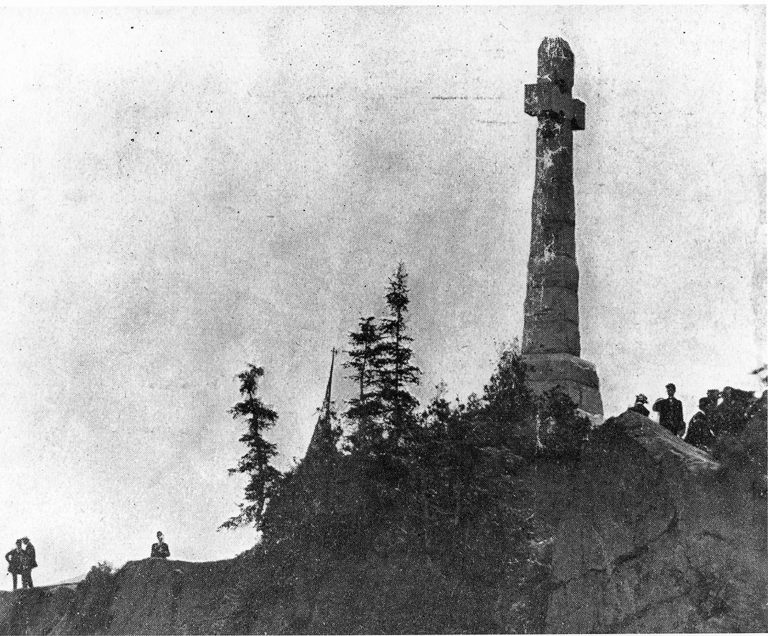
Monument à la mémoire des immigrants irlandais décédés du typhus à Grosse-île vers 1910

À la fin du XVIIIe siècle des Écossais s'installèrent dans l'île pour pratiquer la pêche. Encore de nos jours, la population anglophone est prédominante.

## Géographie
La Grosse Île, sur laquelle est située la municipalité, est la plus septentrionale et une des plus petites parmi les huit îles principales de l'archipel. Le nom de l'île provient de son relief relativement élevé comparé au reste de l'archipel. Elle est reliée par un cordon lagunaire dirigé à l'île aux Loups, vers le sud-ouest, et par l'étendue sablonneuse appelée Pointe de l'Est à l'île de Grande-Entrée, vers l'est puis le sud. Elle abrite la localité de Old Harry.
Les plus importantes aires protégées des îles de la Madeleine sont situées à Grosse-Île. On y retrouve la réserve nationale de faune de la pointe de l'Est, le refuge faunique de la Pointe-de-l'Est, la réserve écologique de l'Île-Brion et le refuge d'oiseaux des Rochers-aux-Oiseaux.

## Démographie

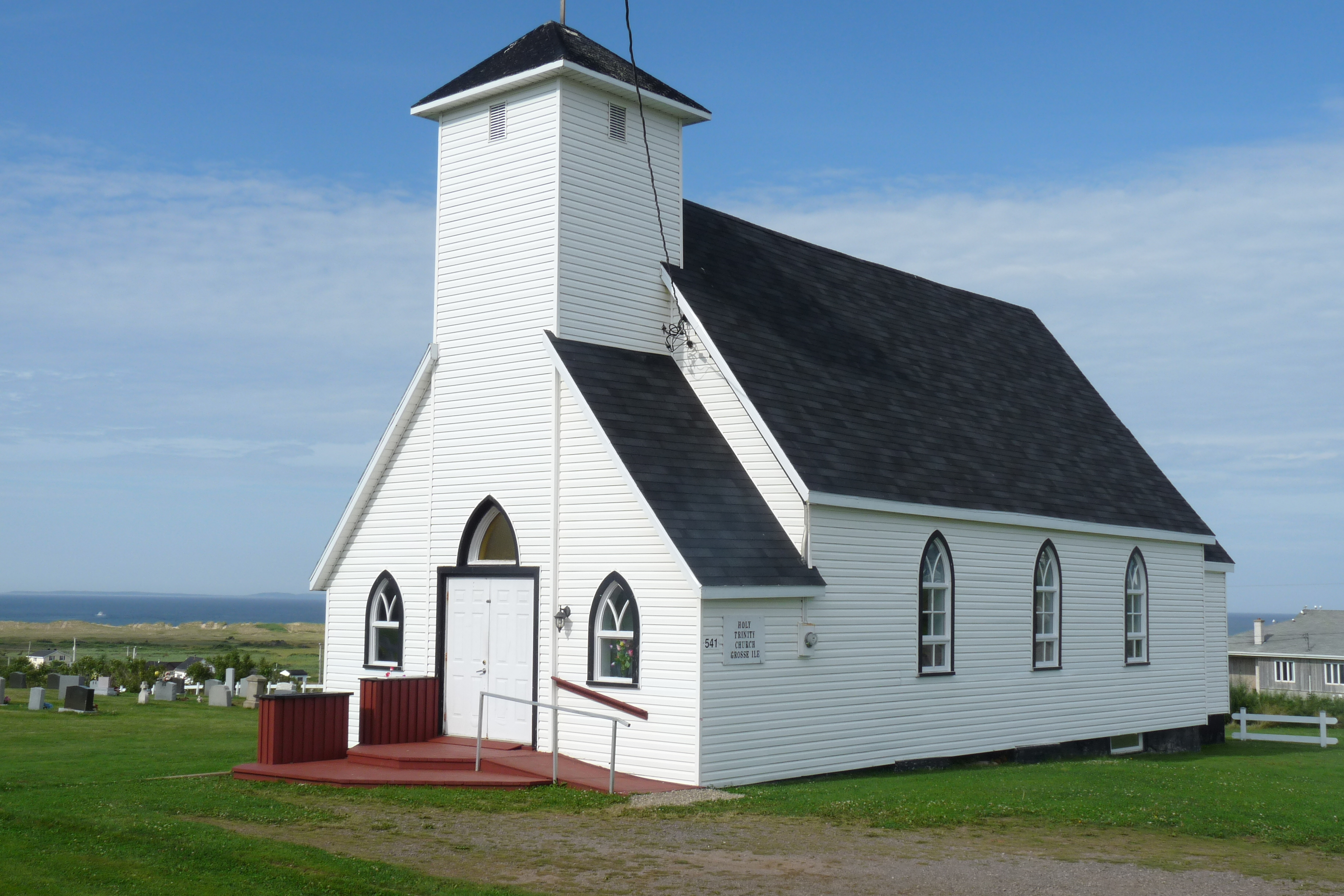
Église de la Grosse-Île

| 1996 | 2001 | 2006 | 2011 | 2016 | 2021 |
| ---- | ---- | ---- | ---- | ---- | ---- |
| 567  | 543  | 531  | 490  | 465  | 464  |

## Administration
Les élections municipales se font en bloc pour le maire et les six conseillers.
| Grosse-Île Maires depuis 2005                                                                                        |                     |         |          |
| Élection | Maire               | Qualité | Résultat |
| 2005 | Christopher Clark   |         | Voir     |
| 2009 | Rose Elmonde Clarke |         | Voir     |
| 2013 | Rose Elmonde Clarke | Voir    |          |
| 2017 | Rose Elmonde Clarke | Voir    |          |
| 2021 | Diana-Joy Davies    |         | Voir     |
| Élection partielle en italique Depuis 2005, les élections sont simultanées dans toutes les municipalités québécoises |                     |         |          |

## Économie

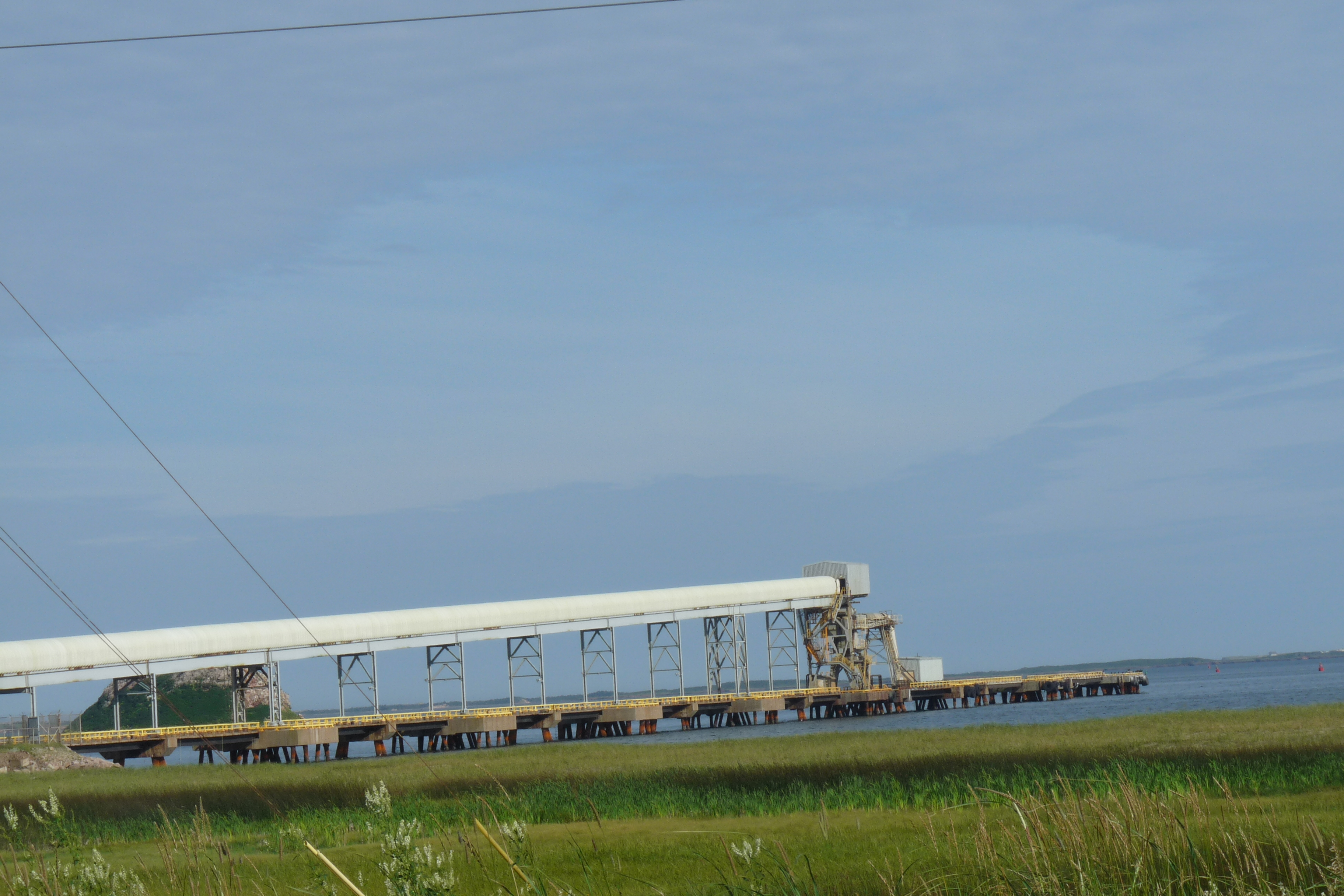
Convoyeur et quai de chargement des mines Seleine en 2011

Depuis 1983, les Mines Seleine exploitent un gisement (dôme) de sel à Grosse-Île qui se trouve sous les îles, procurant de l'emploi à près de 200 personnes.

## Annexe